# Kovači (miasto Kraljevo)
Kovači (cyr. Ковачи) – wieś w Serbii, w okręgu raskim, w mieście Kraljevo. W 2011 roku liczyła 1255 mieszkańców.